# Dasyuris glyphicata
Dasyuris glyphicata là một loài bướm đêm trong họ Geometridae.